# سيدار والتون
سيدار والتون (بالإنجليزية: Cedar Walton)‏ (و. 1934 – 2013 م) هو عازف بيانو، وملحن، وعازف جاز، وقائد فرقة ‏ أمريكي، ولد في دالاس، تكساس، يستخدم آلات بيانو، توفي في بروكلين، عن عمر يناهز 79 عاماً.

## التعليم
تعلم في جامعة دنفر
.

## وصلات خارجية
- سيدار والتون على موقع IMDb (الإنجليزية)
- سيدار والتون على موقع الموسوعة البريطانية (الإنجليزية)
- سيدار والتون على موقع ميوزك برينز (الإنجليزية)
- سيدار والتون على موقع أول ميوزيك (الإنجليزية)
- سيدار والتون على موقع ديسكوغز (الإنجليزية)

- سيدار والتون في قاعدة بيانات الأفلام على الإنترنت